# Donde empezó la tristeza
Donde empezó la tristeza era una telenovela argentina producida por la cadena Canal 9 en el año 1977. Es protagonizada por María Aurelia Bisutti y Enzo Viena, como también con Gilda Lousek en el rol antagónico. Además contó con la participación de los actores Ignacio Quirós, Tito Alonso y María Concepción Cesar.

## Elenco
- María Aurelia Bisutti - Violeta Garnica
- Enzo Viena - Vicente Méndez
- Gilda Lousek - Sebastiana
- María Concepción Cesar - Inés
- Ignacio Quirós - Fernando
- Tito Alonso - Carlos
- Emilio Comte - Florencio